# Retentionshysterie
Der Begriff Retensionshysterie bezeichnet in der klassischen Psychoanalyse eine ätiologische Klasse von Hysterien, der die psychische Abwehr fehlt. Er geht auf die Annahmen von Sigmund Freud zurück, der diese Klasse in seinen Beiträgen zu den „Studien über Hysterie“ von 1895 vor der Entwicklung des Konzepts der Verdrängung aufstellte. Der Begriff ist veraltet.
Ihr Kennzeichen sei das Aufspeichern eines Affektes, der somit nicht zur Abfuhr kommt.
Vergleiche auch:
- Hypnoidhysterie
- Konversionshysterie
- Abwehrhysterie
- Verdrängung (Psychoanalyse)